# Copa d'Espanya de roller derby
La Copa d'Espanya de roller derby (en castellà: Copa de España de roller derby) és una competició esportiva de clubs espanyols de roller derby, creada el 2019. De caràcter anual, està organitzada per la Reial Federació Espanyola de Patinatge. És la segona competició estatal després del Campionat d'Espanya de roller derby. La primera edició va celebrar-se al Pavelló municipal Riera Seca de Mollet del Vallès. Va ser guanyada pel CHP Bigues i Riells, formada en la seva majoria per diverses exjugadores d'hoquei sobre patins catalanes, com per exemple, Mariona Carmona, Noemí Dulsat, entre d'altres.

## Historial
| En negreta = Equip guanyador Nota: Noms dels equips segons l'època. |

| Edició | Temp. | Data       | Campió                  | Resultat | Subcampió             | Seu                                           | refs  |
| ------ | ----- | ---------- | ----------------------- | -------- | --------------------- | --------------------------------------------- | ----- |
| I      | 2019  | 26-05-2019 | CHP Bigues i Riells (1) | 42-28    | Club Molina Sport     | Pavelló Riera Seca, Mollet del Vallès         | [ 3 ] |
| II     | 2020  | 29-11-2020 | CDT (1)                 | 136-6    | MadRiders             | Poliesportiu Verge del Carme-Beteró, València | [ 4 ] |
| III    | 2021  | N/D        | CDT (2)                 | lligueta | Levante Roller-Burgos | Poliesportiu Municipal de Ezcabarte, Navarra  | [ 5 ] |
| IV     | 2022  | 04-04-2022 | CDT (3)                 | 86-37    | Club Ruedas Madrid    | Pavillón dos Deportes de Coruxo, Vigo         | [ 6 ] |

## Palmarès
| Equip               | Campió | Subcampió | Finals | Anys campió      | Anys subcampió |
| ------------------- | ------ | --------- | ------ | ---------------- | -------------- |
| CP Ciutat del Túria | 3      | 0         | 3      | 2019, 2021, 2022 | —              |
| CHP Bigues i Riells | 1      | 0         | 1      | 2019             | —              |
| Club Molina Sport   | 0      | 1         | 1      | —                | 2019           |
| MadRiders           | 0      | 1         | 1      | —                | 2020           |